# Хусид, Виктор Борисович
Ви́ктор Бори́сович Ху́сид (25 января 1903, Прибужаны — 14 января 1974, Киев) — советский военачальник, гвардии генерал-майор артиллерии во время Великой Отечественной войны.

## Биография
Родился 25 января 1903 года в Прибужанах (Херсонской губернии) в семье ремесленника Берла Хусида (?—1935). Еврей. Окончил хедер в Вознесенске, затем семья перебралась в Одессу.
В октябре 1918 года вступил в Красную Армию. Принимал участие в Гражданской войне. Окончил артиллерийскую школу, командовал артиллерийскими подразделениями.
В 1937 году окончил Высшие командные курсы «Выстрел». Член ВКП(б) с 1940 года.
На начало Великой Отечественной войны (1941) — на должности командира 522-го гаубичного артиллерийского полка 9-й армии (подполковник), в 1942 году — начальник артиллерии армии Сталинградского фронта, в 1943 году — командир 10-й артиллерийской дивизии РГК, командующий артиллерии армии Воронежского фронта, в 1944—1945 годах — командир 1-й гвардейской артиллерийской Глуховской дивизии.
Звание генерал-майора артиллерии присвоено 18 ноября 1944 года.
После войны — командующий артиллерией 76-го стрелкового корпуса и армии.
Уволен в запас 14 мая 1958 года. Умер 14 января 1974 года.

## Награды
В военные годы В. Б. Хусид был награждён орденом Ленина, тремя орденами Красного Знамени, орденом Суворова 2-й степени, двумя орденами Кутузова 2-й степени, орденом Красной Звезды, иностранными наградами, медалями.

## Семья
- Брат Хаим и сестра Поля (в замужестве Ройзман).